# Natalia (álbum)
Natalia es el tercer álbum de estudio de Natalia, publicado por Tool Music en junio de 2004 en España.

## Pistas
- 1. "Sombras (Picture)" - 3:04
- 2. "Yo volaré (Bigger than that)" - 3:22
- 3. "Gasolina" - 2:03
- 4. "Fuiste tú (I hate you)" - 4:00
- 5. "Tanto amor" - 3:50
- 6. "Que no puede ser" - 3:20
- 7. "Creo en ti" - 4:12
- 8. "Highway to hell" - 3:11
- 9. "Quiero verte" - 3:26
- 10. "Sólo te vas (Been there done that)" - 3:12
- 11. "Deseo" - 3:43
- 12. "Vete (Envy)" - 3:30
- 13. "Que no digan" - 3:02

## Sencillos
De Natalia se produjeron tres singles:

### Sombras
Es el primer sencillo del disco. En el videoclip, cuya temática está muy unida a la letra de la canción, Natalia es la típica caperucita que una tormentosa noche ha de adentrarse en un castillo y queda seducida por un fantasma que habita en él.

### Que no puede ser
Segundo sencillo del disco, "Que no puede ser" realzó las ventas de este. Llegó al número 6 en las listas españolas y en el videoclip, Natalia representa a 2 grupos enfrentados en una batalla de baile, siendo un grupo de vestidas de rosa, y otro con trajes negros

### Gasolina
El tercer sencillo del disco, no cuenta con una gran promoción. No tiene videoclip y la canción se conformó con un modesto número 34 en las listas de singles.

## Curiosidades
- El primer sencillo, "Sombras", fue compuesto por la famosa cantante Lucie Silvas.
- "Que no digan", la última pista del disco, fue compuesta por la artista mientras estaba en Operación Triunfo, y fue banda sonora del programa Megatrix.
- "Fuiste tú", "Sólo te vas" y "Vete" son tres versiones del grupo Smoke 2 Seven, respectivamente "I Hate You", "Been There Done That" y "Envy".

## Listas

### Semanales
| País   | Ranking         | Primera semana | Posición de ingreso | Mejor posición | Semanas en la mejor posición | Semanas en el ranking | Última semana |
| ------ | --------------- | -------------- | ------------------- | -------------- | ---------------------------- | --------------------- | ------------- |
| Europa |                 |                |                     |                |                              |                       |               |
| España | Top 100 álbumes | 14/06/2004     | 21                  | 21             | 1                            | 20                    | 03/07/2005    |